# Weißendorf
Weißendorf  est une commune allemande de Thuringe située dans l'arrondissement de Greiz. 

## Géographie

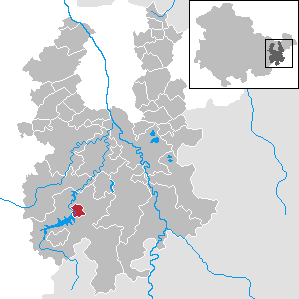
Situation de la commune (en rouge) dans l'arrondissement

Weißendorf est située dans le sud-ouest de l'arrondissement de Greiz,dans le Voigtland thuringeois,  à 2 km au sud-ouest de Triebes et à 19 km à l'ouest de Greiz, le chef-lieu de l'arrondissement.
Weißendorf est administrée par la ville voisine de Zeulenroda-Triebes.
Communes limitrophes (en commençant par le nord et dans le sens des aiguilles d'une montre) : Zeulenroda-Triebes dans laquelle la commune est enclavée.

## Histoire
La première mention de Weißendorf date de 1268 sous le nom de Wiczendorf.
Le village a fait partie de la principauté de Reuss branche cadette (cercle de Gera) jusqu'en 1920 et à son intégration dans le nouveau land de Thuringe (arrondissement de Greiz). 
La commune est occupée par les troupes américaines en avril 1945 et remise à l'Armée rouge en juillet de la même année. Elle est alors incluse dans la zone d'occupation soviétique. En 1949, elle est intégrée à la République démocratique allemande (district de Gera, arrondissement de Zeulenroda).
Jusqu'en 1994, Weißendorf a appartenu à la communauté d'administration de Triebes.

## Démographie
| 1910 | 1933 | 1939 | 1995 | 2000 | 2005 | 2010 |
| ---- | ---- | ---- | ---- | ---- | ---- | ---- |
| 440  | 465  | 490  | 415  | 383  | 360  | 330  |

## Communications
La commune est traversée par la route régionale L1083 Zeulenroda-Triebes-Berga/Elster.